# Барку (річка)
Барку (англ. Barcoo River) — пересихаюча річка в Австралії, ліва складова річки Купер-Крик.

## Географія
Витік річки Барку міститься на східному схилі хребта Уоррего в штаті Квінсленд, на Великому Вододільному хребті. Потім річка тече в північно-західному напрямку через місто Блеколл. Досягнувши місця злиття з річкою Аліс, річка Барку бере курс на південний захід, де протікає через населений пункт Айсісфорд.
З'єднуючись з річкою Томсон (англ. the Thomson/Barcoo confluence), утворює річку Купер-Крік, яка далі тече територією штату Південна Австралія, де впадає в озеро Ейр (тільки в сезони дощів).
Клімат місцевості, по якій протікає річка, жаркий і посушливий. Режим опадів нестабільний. Місцеві ґрунти, вертисолі, досить родючі.

## Історія
Першим з європейців її побачив Томас Мітчелл у 1846 році та назвав річкою Вікторія. Він вважав, що це та сама річка Вікторія, якій дав назву Джон Вікем у 1839 році. Пізніше дослідник Едмунд Кенеді перейменував річку за назвою, якою її називали місцеві аборигени.